# Яден Айкерманн
Яден Айкерманн (нім. Jaden Eikermann, 14 лютого 2005) — німецький стрибун у воду.
Учасник Олімпійських Ігор 2020 року, де в стрибках з 10-метрової вишки посів 21-ше місце.